# Maliník (Králický Sněžník)
Maliník (německy Gross Steinberg) se nachází v pohoří Králického Sněžníku a jedná se o geomorfologickou část Podbělského hřbetu.

## Geomorfologie
Maliník náleží do geomorfologického celku Králický Sněžník a okrsku Podbělský hřbet, jehož je samostatnou částí. Jedná se o jižní zakončení Podbělského hřbetu, konkrétně o části jižních svahů hory Chlum (vlastní Maliník) a Selských vrchů, vymezených vrstevnicemi 600 m n. m. a 800 m n. m. Na severu sousedí se svou nadřazenou jednotkou, tj. Podbělským hřbetem. Hranice je uměle stanovena na vrstevnici 800 m n. m., což je zároveň i nejvyšší dosažená nadmořská výška. Na západě a východě sousedí s geomorfologickými částmi podobného charakteru. Západně od toku řeky Moravy se v zakončení Malosněžnického hřbetu nachází Jelenovršská vrchovina, východně od toku Malé Moravy pak v zakončení Tetřevských rozsoch část nazvaná Kámen. Na jihu spadá do Červenopotoční kotliny, která je již součástí Hanušovické vrchoviny. Vrchol se v prostoru Maliníku nenachází žádný, pouze v blízkosti objektu těžkého opevnění K-S 2 Na kótě se nachází kóta 782 m n. m. dnes bezejmenného spočinku, který dříve nesl německý název Steinberg. Podle této kóty dostal objekt K-S 2 i svůj krycí název.

## Vodstvo
Maliník spadá do povodí Moravy, která protéká pod jeho západním a jižním svahem. Malá Morava tekoucí pod jeho východním svahem a Mlýnský potok odvodňující jeho centrální část jsou jejími levými přítoky.

Králický Sněžník – geomorfologicke jednotky

## Vegetace
Ve výškovém pásmu Maliníku se nachází spodní hranice souvislého lesa, pod kterou navazují horské louky. Západní část Maliníku se nachází na území přírodního parku Králický Sněžník.

## Komunikace
Prostorem Maliníku není vedena žádná veřejná komunikace ani turistická trasa. Prostor je obsluhován sítí účelových cest různé kvality.

## Stavby
Jedinými významnějšími stavbami na území Maliníku jsou objekty československého opevnění budovaného před druhou světovou válkou proti nacistickému Německu. Linie opevnění sleduje osu hřebenu ve směru od Červeného Potoka na horu Chlum.